# Rupes Recta

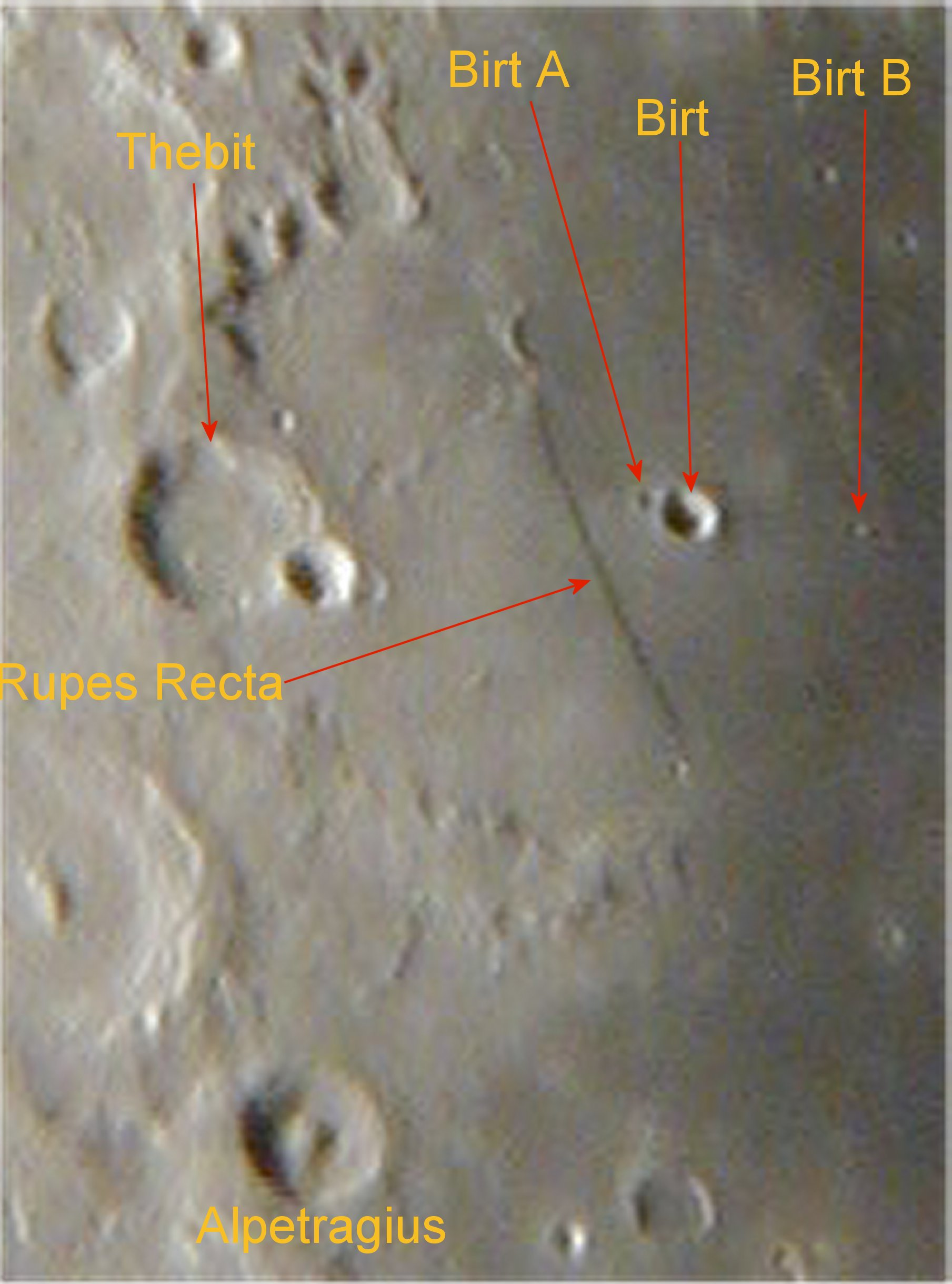
Położenie klifu Rupes Recta

Rupes Recta (łac. prosta ściana) – uskok tektoniczny w kształcie miecza na powierzchni Księżyca  o wysokości  od 240 metrów do 300 metrów i długości około 110 km, przy południowo-wschodnim brzegu Mare Nubium (Morza Chmur). Współrzędne selenograficzne ☾ 22,1°S 7,8°W/-22,100000 -7,800000. Jest to najbardziej znany twór geologiczny tego typu na Księżycu i popularny cel amatorskich obserwacji. Gdy Słońce znajduje się nisko nad lokalnym horyzontem, uskok rzuca długi, głęboki cień, sprawiający wrażenie, że stanowi stromą ścianę. W rzeczywistości jednak Rupes Recta jest nachylona do gruntu u podstawy pod kątem od 36° do 48°.